# Gittenbergeri
Gittenbergeri é um género de gastrópode  da família Helicidae.
Este género contém as seguintes espécies:
- Gittenbergeri turriplana (Morelet, 1845)